# Ypsos
Ypsos è un gruppo di musica etnica fondato da Alessandro Mazziotti e Mario Pio Mancini, assieme ad altri quattro musicisti, e rappresenta certamente una delle band etniche più importanti del panorama italiano.

## Storia
La formazione è sorta dalle ceneri del defunto gruppo degli Indaco, tra i cui fondatori vi era proprio Mancini, e da questi abbandonati subito dopo il concerto del decennale.
Mancini fonda questa nuova band, unitamente al percussionista Andrea Piccioni (che aveva talvolta collaborato con gli Indaco, nelle esibizioni dal vivo), Alessandro Mazziotti (uno dei più importanti interpreti di zampogna a chiave e zampogna zoppa), Gianluca Zammarelli (voce e chitarra battente, ovverosia la chitarra tradizionale Italiana, a 5 singole o doppie corde di metallo). La formazione è completata da due musicisti di strumenti moderni: Leonardo Mattiello (basso e fretless) e Federico Stanghellini (chitarra elettrica e acustica).

Nel 2007 il gruppo esordisce con “Oltremare”, opera raffinata dal forte sapore etnico-mediterraneo, nella quale, al folclore tipico della cultura tradizionale, proposto da strumenti quali il flauto, la mandola, il tamburello, la zampogna zoppa, il bouzouki e il violino, vengono arditamente associati chitarra elettrica, basso, sax e sintetizzatore. L'uso (intelligente) della tecnologia è anche testimoniato da un largo ricorso ai loop, circostanza che determina una commistione certamente inusuale nel panorama etnico nazionale.

Il legame con gli Indaco, peraltro, non è soltanto testimoniato dalla presenza di Mancini e di Piccioni, ma è anche cristallizzato dall'inserimento nella tracklist del brano Ritorno ad Ascea, una sorta di parte seconda del più noto Ascea, contenuto nell'album Vento del deserto, pubblicato nel 1997.

Tuttavia, Mancini abbandonerà presto la formazione per dare vita a quella che sarà la naturale evoluzione degli Indaco, i Nu Indaco.
Privi anche di Gianluca Zammarelli, i componenti rimasti decideranno di continuare con una formazione a 4 elementi, ma limitandosi solo ed esclusivamente all'attività concertistica.

Nel 2009, un altro cambio di formazione: il percussionista Andrea Piccioni viene sostituito da Mauro Gregori, già membro dei Nidi d'Arac, altra interessante realtà folcloristica ed etnica della penisola.

## Discografia
- 2007 Oltremare, Helikonia, HK0607

## Formazione

### Formazione attuale
- Alessandro Mazziotti - flauto, zampogna zoppa, cornamusa, live electronics
- Leonardo Mattiello - basso, fretless
- Federico Stanghellini - chitarra elettrica e acustica
- Mauro Gregori - batteria, percussioni

### Ex componenti
- Andrea Piccioni - percussioni (dal 2007 al 2009)
- Mario Pio Mancini - violino, oud, bouzuki (nel 2007)
- Gianluca Zammarelli - voce, chitarra battente (nel 2007)